# شینمین نو میچی
شینمین نو میچی (به ژاپنی: 臣民の道, Shinmin no Michi) به معنای راه سوژه‌ها، یک مانیفست ایدئولوژیک صادر شده توسط وزارت آموزش، فرهنگ، ورزش، علوم و فناوری در طی جنگ جهانی دوم بود که مخاطبان داخلی ژاپن را هدف قرار می‌داد تا به روشنی توضیح دهند که به عنوان یک ملت، ملت و نژاد از آنها چه انتظاری می‌رود.
در طول تابستان سال ۱۹۴۱، نخست‌وزیر ژاپن فومیمارو کونوئه، به وزیر آموزش و پرورش ژاپن دستور داد که «کتاب مقدس مردم ژاپن» را با عنوان شینمین نو میچی تهیه کند، که همچنین گاهی هیتو-دو (راه افراد) یا شینجا-دو (راه پیروان) نامیده می‌شود. اولین بار شینمین نو میچی در ۳۰ هزار نسخه در اوت ۱۹۴۱ منتشر شد و در تمام مدارس ژاپن توزیع شد.
شینمین نو میچی سه فصل داشت که فقط به چند دقیقه خواندن نیاز داشت، و نحوه رفتار افراد تحت سلطه امپراتور را توضیح می‌داد. همچنین در سومین فصل از فصل اول، مروری کوتاه بر تاریخ جهان از دیدگاه ژاپن داشت.

## موضوعات
یکی از موضوعات اصلی کتاب مربوط به هبوط مستقیم امپراتور شووا از الهه آماتراسو و شخصیت‌پردازی مذهبی کوکوتای که به عنوان «تئوکراسی» شناخته می‌شد که در آن «راه موضوعات امپراتور از سیاست امپراتور، و محافظت و نگهداری از تخت امپراتوری است که با آسمان‌ها و زمین همزیست است.» امپراتور شووا و جنگ او جنگ دوم چین و ژاپن «مقدس» توصیف شد. فضایل وی تجسم منحصر به فرد و تغییرناپذیری بود.
خاندان امپراتوری منبع چشمه ملت ژاپن است و این مسئله زندگی ملی و خصوصی است. روش موضوع این است که به امپراتور وفادار باشید و خود را نادیده بگیرد، نتیجه حمایت از تخت امپراتوری همزیستی با آسمان‌ها و زمین است.
تقوا و وفاداری بزرگترین فضایل رعیت دولت امپراتوری بودند و این کتاب فردگرایی، لیبرالیسم، فایده‌گرایی و ماتریالیسم که این فضایل را به خطر می‌انداخت را محکوم می‌کرد.
کشور با تفکر انحرافی آلوده شده و وظیفه مقدس ما پاک کردن این آلودگی و بازگشت به آداب و رسوم نیکوکار اجداد ما است. با کار با هماهنگی و همکاری و آشکار کردن عزت ملی ما است که باید از روح آسمانی نیاکان ما مطابق وظیفه اطاعت شود، که این امر با هماهنگی با دیگران برای جلال بیشتر تخت امپراتوری است.
شینمین نو میچی همچنین استدلال کرد که قدرت‌های متفقین برای قرن‌ها متمایل به سلطه بر جهان بوده‌اند و در این راه کاملاً موفق بودند که گواه این واقعیت است که اکنون فقط چند هزار اروپایی بیش از ۴۵۰ میلیون آسیایی سلطنت می‌کنند. سیستم ارزش‌های غربی، مبتنی بر حرص و آز و خودآزمایی، مقصر جنگ‌های خونین بی شماری تجاوز و بحران اقتصادی کنونی جهان شناخته شده‌است. آمریکا به دلیل انتقادات ویژه، با ذکر برده‌داری سیاه‌پوستان و بدرفتاری با اقلیت‌ها و مهاجران، مورد توجه قرار گرفته‌است.
ورود کشورهای غربی به تمام نقاط کل جهان، از جمله خاور دور، این کشورها را تحت سلطه بین‌المللی قرار داده‌است، و همچنین آنها را به این باور سوق داده‌است که در اقدامات صدمه آمیز علیه دیگران حق با خودشان است.
در مورد جنگ" مقدس "در چین:
از دیدگاه تاریخ جهان، ماجرای چین گامی در جهت ساختن جهانی از اصول اخلاقی توسط ژاپن است. با تصویب ماجرای چین به عنوان یک سنگ قدم، دستور جدیدی برای تأمین صلح پایدار در جهان حاصل خواهد شد. (...) ماجرای چین برای ژاپن یک کار جسورانه است که باید آرمان‌های امپراتوری بنیانگذار در سراسر آسیای شرقی و جهان را گسترش دهد (...) ژاپن منبع چشمه نژاد یاماتو، مانچوکوئو مخزن آن و آسیا شالیزار آن است.
ایالات متحده و بریتانیا در شینمین نو میچی متهم شدند که مانع ایجاد صلح عمومی بین ژاپن و چین شدند.
در بخشهای دیگر به آداب و رسوم صحیح اجتماعی و اخلاقی، برخی از عقاید نژادی و اصلاح نژاد، الهیات و مذهب، آموزه‌های رزمی و سایر جنبه‌های آداب و رسوم محلی اشاره شده‌است.

## راه خانواده
شینمین نو میچی (روش افراد) در سال توسط وزارت آموزش، فرهنگ، ورزش، علوم و فناوری تحت عنوان «ایه نو میچی» یا «راه خانواده» در سال ۱۹۴۲ تکمیل شد. راه خانواده مربوط به سلسله مراتب سنتی روابط خانوادگی که هماهنگی خانواده با عملکرد مناسب هر یک از اعضا در ساختار خانواده حفظ می‌شود و به همین ترتیب این اصل همچنین در مورد جامعه به عنوان یک کل، و همچنین دولت اعمال می‌شود.